# Luis Federico Guirao Girada
Luis Federico Guirao Girada (Beniaján, 1848-Murcia, 1921) fue un abogado, político y fotógrafo español.

## Biografía
Criado en el seno de una familia burguesa, hijo del político y naturalista Ángel Guirao Navarro, pronto se trasladó a Madrid y se afilió al Partido Liberal-Conservador. Como político, llegó a ser diputado por Madrid en las Cortes Españolas desde 1907 a 1910. Posteriormente ocupó cargo de senador designado por la Sociedad económica de Madrid hasta su muerte.
Pero es en el campo de la fotografía donde Guirao Girada supone todo un exponente. Su sensibilidad artística y la acomodada situación económica de que disfrutaba, le permitieron llevar su innata afición a la fotografía hasta las más altas cotas de profesionalidad. Instaló un estudio en el centro de la capital e investigó con la esteroscopia, para lo que utilizaba placas de cristal Lumiere & Jungla que sólo se fabricaban en París. Aunque desarrolló su técnica con modelos y escenografías de interior, muchas protagonizadas por el mismo autor, el grueso de su obra corresponde a trabajos de campo y vistas panorámicas.

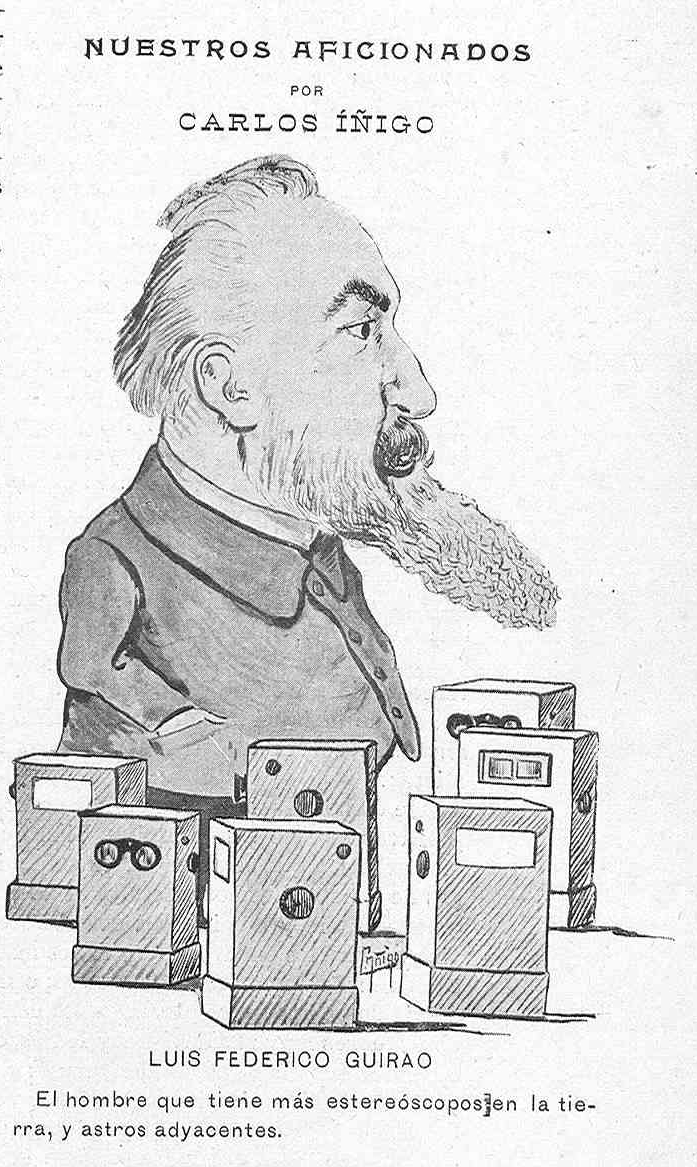
Caricaturizado en la revista La Fotografía (1904)

Con su equipo dedicó largos años a tomar instantáneas de la sociedad de la época, principalmente en Madrid y sus alrededores. Otras son fruto de sus viajes, incluso al extranjero, llegando hasta la Rusia de los zares. También engrosó su archivo con imágenes de personajes, rincones y escenas costumbristas de su tierra natal, Beniaján (Murcia), en la que pasaba largas temporadas. Muchos de sus trabajos eran presentados a concurso en la Real Sociedad Fotográfica, a la que pertenecía. Muy relacionado con fotógrafos de la época, como Kaulak y la mayoría de profesionales influenciados por la estética pictórica, el estilo de Guirao Girada se acerca más al naturalismo; ejerce de pictoralista únicamente en el tratamiento de la luz y el maduro sentido de las composiciones.
Se ha conservado una gran parte de todas estas obras (casi todos negativos estereoscópicos de 8x18 centímetros), pero la mayoría desaparecieron durante la Guerra Civil o a causa de las inundaciones que repetidamente asolaron su vivienda. Los fondos de Guirao Girada, recuperados del olvido, constituyen hoy un valiosísimo documento gráfico que sigue ilustrando la vida de aquella época en numerosas exposiciones y publicaciones.
Guirao Girada falleció el 31 de enero de 1921, recibiendo sepultura en el panteón familiar del cementerio de Beniaján.